# 2015 en Ukraine
Chronologie de l'Ukraine
- 2011
- 2012
- 2013
- 2014
- 2015
- 2016
- 2017
- 2018
- 2019

Cette page concerne les évènements survenus en 2015 en Ukraine  :

## Évènement
- Annexion de la Crimée par la Russie
  - Blocus de la Crimée par l'Ukraine
- Guerre du Donbass (Chronologie)
  - Bataille de Debaltseve
  - Seconde bataille de l'aéroport de Donetsk
- 11 février : Sommet Minsk II
- 23 décembre : Piratage du système énergétique ukrainien

## Sport
- Championnat d'Ukraine de football de deuxième division 2015-2016
- Championnat d'Ukraine de football de deuxième division 2014-2015
- Championnat d'Ukraine de football 2014-2015
- Championnat d'Ukraine de football 2015-2016
- Coupe d'Ukraine de football 2014-2015
- Coupe d'Ukraine de football 2015-2016
- Supercoupe d'Ukraine de football 2015

## Culture

### Sortie de film
- Les Shérifs ukrainiens
- Résistance
- Sous les nuages électriques
- Winter on Fire: Ukraine's Fight for Freedom

## Création
- Police nationale

## Disparition
Du 8e corps d'armée (Ukraine).